# Manuel Ugarte Soto
Manuel Heriberto Ugarte Soto (Santiago, 29 de julio de 1940-Santiago, 19 de febrero de 2024) fue un policía chileno. Se desempeñó como general director de Carabineros de Chile entre 1997 y 2001.

## Familia y estudios
Nació en Santiago de Chile, en 1940; hijo de Mario Ugarte Corvalán y Rosa Elena Soto Morales. Realizó sus estudios primarios y secundarios en el Liceo Barros Borgoño.
Se casó con Maritza Celia Carlesi Varas, con quien tuvo dos hijos: Manuel Alfonso y Maritza Celia.

## Carrera policial
Tras finalizar sus estudios secundarios, ingresó el 16 de marzo de 1959 a la Escuela de Carabineros, egresando el año 1967 como subteniente de Orden y Seguridad.
Su primera destinación fue en Valparaíso, ejerciendo como ayudante del intendente y ascendiendo a teniente en 1969. Además, cursó estudios de derecho en la Pontificia Universidad Católica de Valparaíso, y se graduó en ciencias policiales; siendo especialista en servicios de montaña y fronteras. Posteriormente tuvo paso por las ciudades de Arica, Curicó y Linares.
Durante 1989 ejerció como jefe de gabinete de Carabineros en la Junta Militar de Gobierno. Luego, durante el inicio del gobierno del presidente Patricio Aylwin, ascendió a general y fue designado como representante de las Fuerzas Armadas en el directorio de Corporación Nacional del Cobre (Codelco).
Escalando en los puestos superiores, ascendió en 1993 a general inspector, en 1994 como director de personal, hasta convertirse en 1995 en el segundo hombre de la institución.
El 27 de noviembre de 1997, fue nombrado por el presidente Eduardo Frei Ruiz-Tagle, como general director de Carabineros, en reemplazo de Fernando Cordero Rusque. Durante su gestión, se implementó el Plan Cuadrante de Seguridad Preventiva y se lograron mejoras en las condiciones económicas y de bienestar del personal, lo que propició el aumento del personal policial en las calles. Asimismo, en 1998 se produjo un hito institucional al ser ascendida la coronel Mireya Pérez Videla, al rango de general; siendo la primera mujer con ese grado en la historia de Chile y Latinoamérica. Bajo la presidencia de Ricardo Lagos, el 27 de noviembre de 2001, dejó el cargo.
Falleció el 19 de febrero de 2024 en la Clínica Alemana de Santiago, producto de un accidente cerebrovascular.

### Historial militar
Su historial de ascensos en Carabineros de Chile fue el siguiente:
- 1959: Aspirante a oficial
- 1967: Subteniente
- 1969: Teniente
- 1974: Capitán
- 1978: Mayor
- 1983: Teniente coronel
- 1988: Coronel
- 1990: General de Zona
- 1993: General inspector
- 1997: General director

## Obra escrita
- Por los verdes senderos del deber (2001).[9]